# 普卡拉山 (卡亞拉尼區)
14°57′30″S 72°18′14″W / 14.95833°S 72.30389°W
普卡拉山（Pukara），是秘魯的山峰，位於該國南部阿雷基帕大區，由康德蘇約斯省的卡亞拉尼區負責管轄，屬於萬索山脈的一部分，海拔高度5,000米。